# Primetime Emmy Award per il migliore film per la televisione
Il Primetime Emmy Awards per il migliore film per la televisione (Primetime Emmy Award for Outstanding Television Movie) è un premio annuale consegnato nell'ambito del Primetime Emmy Awards dal 1966. Fino al 1991 il premio era denominato film commedia o drammatico.

## Vincitori e candidati
I vincitori sono indicati in grassetto, a seguire gli altri candidati.

### Anni 1960
- 1966 - Ages of Man (The Ages of Man)
  - Eagle in a Cage
  - Hallmark Hall of Fame episodio Inherit the Wind, regia di George Schaefer
  - Slattery's People
- 1967 - Death of a Salesman, regia di Alex Segal
  - A Christmas Memory
  - The Final War of Olly Winter
  - ABC Stage 67
  - Mark Twain Tonight!
- 1968 - Elizabeth the Queen, regia di George Schaefer
  - CBS Playhouse episodio Dear Friends, regia di Paul Bogart
  - CBS Playhouse episodio Do Not Go Gentle Into That Good Night
  - Luther
  - Lo strano caso del dr. Jekyll e mr. Hyde (The Strange Case of Dr. Jekyll and Mr. Hyde), regia di Charles Jarrott
  - Uncle Vanya
- 1969 - Teacher, Teacher
  - L'indimenticabile Heidi (Heidi), regia di Delbert Mann
  - A Midsummer Night's Dream, regia di Peter Hall
  - Missione impossibile (Mission: Impossible) episodio The Execution
  - CBS Playhouse episodio The People Next Door
  - Talking to a Stranger, regia di Christopher Morahan

### Anni 1970
- 1970 - A Storm in Summer - Temporale d'estate (A Storm in Summer), regia di Robert Wise
  - David Copperfield, regia di Delbert Mann
  - Marcus Welby (Marcus Welby, M.D.) episodio Hello, Goodbye, Hello
  - Quella casa sulla collina (My Sweet Charlie), regia di Lamont Johnson
- 1971 - The Andersonville Trial, regia di George C. Scott
  - Hamlet
  - Mistero in galleria (Night in Gallery) episodio They're Tearing Down Tim Riley's Bar
  - The Price
  - Vanished
- 1972 - La canzone di Brian (Brian's Song), regia di Buzz Kulik
  - Arcibaldo (All in the Family) episodio Sammy's Visit
  - Elisabetta Regina (Elizabeth R.) episodio The Lion's Club
  - Le sei mogli di Enrico VIII (The Six Wives of Henry VIII) episodio Jane Seymour
  - The Snow Goose, regia di Patrick Garland
- 1973 - La guerra dei bambini (A War of Children), regia di George Schaefer
  - Long Day's Journey into Night, regia di Michael Blakemore e Peter Wood
  - Kojak episodio The Marcus-Nelson Murders
  - The Red Pony regia di Robert Totten
  - That Certain Summer, regia di Lamont Johnson
- 1974 - Autobiografia di Miss Jane Pittman (The Autobiography of Miss Jane Pittman), regia di John Korty
  - The Execution of Private Slovik, regia di Lamont Johnson
  - Gli emigranti (The Migrants), regia di Tom Gries
  - 6 Rms Riv Vu, regia di Alan Alda e Clark Jones
  - Steambath
- 1975 - The Law, regia di John Badham
  - Amore tra le rovine (Love Among the Ruins), regia di George Cukor
  - I missili di ottobre (The Missiles of October), regia di Anthony Page
  - QB VII, regia di Tom Gries
  - La reginetta del Polvere di Stelle (Queen of the Stardust Ballroom), regia di Sam O'Steen
- 1976 - Eleanor and Franklin, regia di Daniel Petrie
  - Babe
  - Fear on Trial
  - Il caso Lindbergh (The Lindbergh Kidnapping Case), regia di Buzz Kulik
  - A Moon for the Misbegotten
- 1977 - Eleanor and Franklin: The White House Years, regia di Daniel Petrie (ex aequo) Sybil, regia di Daniel Petrie
  - Harry S Truman: Plain Speaking
  - I leoni della guerra (Raid on Entebbe), regia di Irvin Kershner
  - 21 ore a Monaco (21 Hours at Munich), regia di William A. Graham
- 1978 - L'albero di Natale è sempre verde (The Gathering), regia di Randal Kleiser
  - La confessione di Peter Reilly (A Death in Canaan), regia di Tony Richardson
  - Gesù di Nazareth (Jesus of Nazareth), regia di Franco Zeffirelli
  - Our Town
  - Il primo dei Kennedy (Young Joe, the Forgotten Kennedy), regia di Richard T. Heffron
- 1979 - Fuoco di sbarramento (Friendly Fire), regia di David Greene
  - Il sordomuto (Dummy), regia di Frank Perry
  - First, You Cry, regia di George Schaefer
  - La corsa di Jericho (The Jericho Mile), regia di Michael Mann
  - Il mio soldato tedesco (Summer of My German Soldier), regia di Michael Tuchner

### Anni 1980
- 1980 - Anna dei miracoli (The Miracle Worker), regia di Paul Aaron
  - Niente di nuovo sul fronte occidentale (All Quiet on the Western Front), regia di Delbert Mann
  - Amber Waves
  - L'ultimo degli indifesi (Gideon's Trumpet), regia di Robert Collins
  - La tragedia della Guyana (Guyana Tragedy: The Story of Jim Jones), regia di William A. Graham
- 1981 - Fania (Playing for Time), regia di Daniel Mann e Joseph Sargent
  - Evita Peron, regia di Marvin J. Chomsky
  - La caduta di un angelo (Fallen Angel), regia di Robert Lewis
  - The Shadow Box
  - Donne (The Women's Room), regia di Glenn Jordan
- 1982 - Una donna di nome Golda (A Woman Called Golda), regia di Alan Gibson
  - Bill, regia di Anthony Page
  - The Elephant Man, regia di Jack Hofsiss
  - Diario del Terzo Reich (Inside the Third Reich), regia di Marvin J. Chomsky
  - Diritto d'offesa (Skokie), regia di Herbert Wise
- 1983 - Special Bulletin, regia di Edward Zwick
  - Gloria Vanderbilt (Little Gloria... Happy at Last), regia di Waris Hussein
  - M.A.D.D.: Mothers Against Drunk Drivers
  - La primula rossa (The Scarlet Pimpernel), regia di Clive Donner
  - Chi amerà i miei bambini? (Who Will Love My Children?), regia di John Erman
- 1984 - Quelle strane voci su Amelia (Something About Amelia), regia di Randa Haines
  - Adam, regia di Michael Tuchner
  - The Day After - Il giorno dopo (The Day After), regia di Nicholas Meyer
  - Dollmaker (The Dollmaker), regia di Daniel Petrie
  - Un tram che si chiama Desiderio (A Streetcar Named Desire), regia di John Erman
- 1985 - Non entrate dolcemente nella notte (Do You Remember Love), regia di Jeff Bleckner
  - Autopsia di un delitto (The Burning Bed), regia di Robert Greenwald
  - Fatal Vision
  - Heartsounds, regia di Glenn Jordan
  - Wallenberg (Wallenberg: A Hero's Story), regia di Lamont Johnson
- 1986 - L'amore senza voce (Love Is Never Silent), regia di Joseph Sargent
  - Amos
  - Morte di un commesso viaggiatore (Death of a Salesman), regia di Volker Schlöndorff
  - Una gelata precoce (An Early Frost), regia di John Erman
  - Soli contro tutti (Mrs. Delafield Wants to Marry), regia di George Schaefer
- 1987 - La promessa (Promise), regia di Glenn Jordan
  - Fuga da Sobibor (Escape from Sobibor), regia di Jack Gold
  - Lyndon B. Johnson - I primi anni (LBJ: The Early Years), regia di Peter Werner
  - Pack of Lies
  - Unnatural Causes
- 1988 - 1925 - Processo alla scimmia (Inherit the Wind), regia di David Greene
  - The Ann Jillian Story
  - The Attic: The Hiding of Anne Frank, regia di John Erman
  - Foxfire
  - Volo 847 (The Taking of Flight 847: The Uli Derickson Story), regia di Paul Wendkos
- 1989 - I giorni dell'atomica (Day One), regia di Joseph Sargent (ex aequo) Roe vs. Wade, regia di Gregory Hoblit
  - David, regia di John Erman
  - Murderers Among Us: The Simon Wiesenthal Story, regia di Brian Gibson
  - Un cuore per cambiare (My Name Is Bill W.), regia di Daniel Petrie

### Anni 1990
- 1990 - Caroline?, regia di Joseph Sargent (ex aequo) Eroe per un giorno (The Incident), regia di Joseph Sargent
  - Giorni di fuoco (The Final Days), regia di Richard Pearce
  - A Killing in a Small Town, regia di Stephen Gyllenhaal
  - Murder in Mississippi, regia di Roger Young
- 1991 - Separate but Equal, regia di George Stevens Jr.
  - Decoration Day, regia di Robert Markowitz
  - La venere nera (The Josephine Baker Story), regia di Brian Gibson
  - Il cuore nero di Paris Trout (Paris Trout), regia di Stephen Gyllenhaal
  - La lunga strada verso la felicità (Sarah, Plain and Tall), regia di Glenn Jordan
  - Il destino nella culla (Switched at Birth), regia di Waris Hussein
- 1992 - Rose White (Miss Rose White), regia di Joseph Sargent
  - Nel segno del padre (Doing Time on Maple Drive), regia di Ken Olin
  - Homefront - La guerra a casa (Homefront)
  - Io volerò via (I'll Fly Away)
  - A bruciapelo - La vita di James Brady (Without Warning: The James Brady Story), regia di Michael Toshiyuki Uno
- 1993 - Barbarians at the Gate, regia di Glenn Jordan (ex aequo) Stalin, regia di Ivan Passer
  - Citizen Cohn, regia di Frank Pierson
  - The Positively True Adventures of the Alleged Texas Cheerleader-Murdering Mom, regia di Michael Ritchie
  - Tru
- 1994 - Guerra al virus (And the Band Played On), regia di Roger Spottiswoode
  - Breathing Lessons
  - Gypsy, regia di Emile Ardolino
  - Annie tra due madri (A Place for Annie), regia di John Gray
  - To Dance with the White Dog
- 1995 - L'asilo maledetto (Indictment: The McMartin Trial), regia di Mick Jackson
  - Il fuoco della resistenza - La vera storia di Chico Mendes (he Burning Season: The Chico Mendes Story), regia di John Frankenheimer
  - Cittadino X (Citizen X), regia di Chris Gerolmo
  - The Piano Lesson, regia di Lloyd Richards
  - Costretta al silenzio (Serving in Silence: The Margarethe Cammermeyer Story), regia di Jeff Bleckner
- 1996 - Truman, regia di Frank Pierson
  - Almost Golden: The Jessica Savitch Story
  - Felicità - Singolare femminile (The Heidi Chronicles), regia di Paul Bogart
  - The Late Shift, regia di Betty Thomas
  - I ragazzi di Tuskegee (The Tuskegee Airmen), regia di Robert Markowitz
- 1997 - Il colore del sangue (Miss Evers' Boys), regia di Joseph Sargent
  - Bastard Out of Carolina, regia di Anjelica Huston
  - Gotti, regia di Robert Harmon
  - Tre vite allo specchio (If These Walls Could Talk), regia di Nancy Savoca e Cher
  - La luce del crepuscolo (In the Gloaming), regia di Christopher Reeve
- 1998 - Don King - Una storia tutta americana (Don King: Only in America), regia di John Herzfeld
  - La guerra dei bugiardi (A Bright Shining Lie), regia di Terry George
  - Gia - Una donna oltre ogni limite (Gia), regia di Michael Cristofer
  - La parola ai giurati (12 Angry Men), regia di William Friedkin
  - Parole dal cuore (What the Deaf Man Heard), regia di John Kent Harrison
- 1999 - A Lesson Before Dying, regia di Joseph Sargent
  - Una decisione sofferta (The Baby Dance), regia di Jane Anderson
  - Dash and Lilly, regia di Kathy Bates
  - I pirati di Silicon Valley (Pirates of Silicon Valley), regia di Martyn Burke
  - Rat Pack - Da Hollywood a Washington (The Rat Pack), regia di Rob Cohen

### Anni 2000
- 2000 - I martedì da Morrie (Tuesdays with Morrie), regia di Mick Jackson
  - Annie, regia di Rob Marshall
  - Women (If These Walls Could Talk 2)
  - Vi presento Dorothy Dandridge (Introducing Dorothy Dandridge), regia di Martha Coolidge
  - RKO 281 - La vera storia di Quarto potere (RKO 281), regia di Benjamin Ross
- 2001 - La forza della mente (Wit), regia di Mike Nichols
  - Conspiracy - Soluzione finale (Conspiracy), regia di Frank Pierson
  - The Arturo Sandoval Story (For Love or Country: The Arturo Sandoval Story), regia di Joseph Sargent
  - Laughter on the 23rd Floor, regia di Richard Benjamin
  - 61*, regia di Billy Crystal
- 2002 - Guerra imminente (The Gathering Storm), regia di Richard Loncraine
  - A cena da amici (Dinner with Friends), regia di Norman Jewison
  - James Dean - La storia vera (James Dean), regia di Mark Rydell
  - The Laramie Project, regia di Moisés Kaufman
  - Path to War - L'altro Vietnam (Path to War), regia di John Frankenheimer
- 2003 - Porta a porta (Door to Door), regia di Steven Schachter
  - Abbandonata dal destino (Homeless to Harvard: The Liz Murray Story), regia di Peter Levin
  - Live from Baghdad, regia di Mick Jackson
  - La mia casa in Umbria (My House in Umbria), regia di Richard Loncraine
  - Normal, regia di Jane Anderson
- 2004 - Medici per la vita (Something the Lord Made), regia di Joseph Sargent
  - L'alba del D-Day (Ike: Countdown to D-Day), regia di Robert Harmon
  - Pancho Villa - La leggenda (And Starring Pancho Villa as Himself), regia di Bruce Beresford
  - The Lion in Winter - Nel regno del crimine (The Lion in Winter), regia di Andrej Končalovskij
  - The Reagans, regia di Robert Allan Ackerman
- 2005 - Franklin D. Roosevelt. Un uomo, un presidente (Warm Springs), regia di Joseph Sargent
  - Lackawanna Blues, regia di George C. Wolfe
  - Tu chiamami Peter (The Life and Death of Peter Sellers), regia di Stephen Hopkins
  - The Office Christmas specials, regia di Ricky Gervais e Stephen Merchant
  - The Wool Cap, regia di Steven Schachter
- 2006 - La ragazza nel caffè (The Girl in the Café), regia di David Yates
  - Flight 93, regia di Peter Markle
  - Mrs. Harris, regia di Phyllis Nagy
  - Yesterday, regia di Darrell Roodt
  - The Flight That Fought Back, regia di Bruce Goodison
- 2007 - L'ultimo pellerossa (Bury My Heart at Wounded Knee), regia di Yves Simoneau
  - Longford, regia di Tom Hooper
  - 9/11: The Twin Towers, regia di Richard Dale
  - The Ron Clark Story, regia di Randa Haines
  - Why I Wore Lipstick to My Mastectomy, regia di Peter Werner
- 2008 - Recount, regia di Jay Roach
  - Bernard & Doris - Complici amici (Bernard and Doris), regia di Bob Balaban
  - Extras: The Extra Special Series Finale
  - The Memory Keeper's Daughter
  - Un grappolo di sole (A Raisin in the Sun), regia di Kenny Leon
- 2009 - Grey Gardens - Dive per sempre (Grey Gardens), regia di Michael Sucsy
  - Coco Chanel, regia di Christian Duguay
  - Into the Storm - La guerra di Churchill (Into the Storm), regia di Thaddeus O'Sullivan
  - Prayers for Bobby, regia di Russell Mulcahy
  - Taking Chance - Il ritorno di un eroe (Taking Chance), regia di Ross Katz

### Anni 2010
- 2010 - Temple Grandin - Una donna straordinaria (Temple Grandin), regia di Mick Jackson
  - Endgame, regia di Pete Travis
  - Georgia O'Keeffe, regia di Bob Balaban
  - Moonshot - L'uomo sulla luna (Moonshot), regia di Richard Dale
  - I due presidenti (The Special Relationship), regia di Richard Loncraine
  - You Don't Know Jack - Il dottor morte (You Don't Know Jack), regia di Barry Levinson
- 2011 - Downton Abbey (miniserie)
  - The Kennedys (miniserie), regia di Jon Cassar
  - Cinema Verite, regia di Shari Springer Berman e Robert Pulcini
  - Mildred Pierce (miniserie), regia di Todd Haynes
  - Too Big to Fail - Il crollo dei giganti (Too Big to Fail), regia di Curtis Hanson
  - I pilastri della Terra (The Pillars of the Earth) (miniserie), regia di Sergio Mimica-Gezzan
- 2012 - Game Change, regia di Jay Roach
  - American Horror Story Prima stagione (miniserie)
  - Hatfields & McCoys (miniserie), regia di Kevin Reynolds
  - Hemingway & Gellhorn, regia di Philip Kaufman
  - Luther (miniserie)
  - Sherlock episodio A Scandal in Belgravia, regia di Paul McGuigan
- 2013 - Dietro i candelabri (Behind the Candelabra), regia di Steven Soderbergh
  - American Horror Story Seconda stagione (miniserie)
  - La Bibbia (The Bible) (miniserie)
  - Phil Spector, regia di David Mamet
  - Political Animals (miniserie)
  - Top of the Lake - Il mistero del lago (Top of the Lake), regia di Jane Campion
- 2014 - The Normal Heart, regia di Ryan Murphy
  - Killing Kennedy, regia di Nelson McCormick
  - Muhammad Ali's Greatest Fight, regia di Stephen Frears
  - Sherlock episodio His Last Vow, regia di Nick Hurran
  - The Trip to Bountiful
- 2015 - Bessie, regia di Dee Rees
  - Poirot, episodio Curtain, Poirot's Last Case
  - Grace di Monaco (Grace of Monaco), regia di Olivier Dahan
  - Hello Ladies: The Movie
  - Killing Jesus, regia di Christopher Menaul
  - Nightingale, regia di Elliott Lester
- 2016 - Sherlock, episodio L'abominevole sposa (The Abominable Bride), regia di Douglas Mackinnon
  - All the Way, regia di Jay Roach
  - Confirmation - Una donna per la verità (Confirmation), regia di Rick Famuyiwa
  - A Very Murray Christmas, regia di Sofia Coppola
  - Luther (miniserie)
- 2017 - Black Mirror, episodio San Junipero, regia di Owen Harris
  - Dolly Parton's Christmas of Many Colors: Circle of Love, regia di Stephen Herek
  - La vita immortale di Henrietta Lacks (The Immortal Life of Henrietta Lacks), regia di George C. Wolfe
  - The Wizard of Lies, regia di Barry Levinson
  - Sherlock, episodio The Lying Detective, regia di Nick Hurran
- 2018 - Black Mirror, episodio USS Callister, regia di Toby Haynes
  - Flint, regia di Bruce Beresford
  - Paterno, regia di Barry Levinson
  - Fahrenheit 451, regia di Ramin Bahrani
  - The Tale, regia di Jennifer Fox
- 2019 - Black Mirror: Bandersnatch, regia di David Slade
  - Brexit: The Uncivil War, regia di Toby Haynes
  - Deadwood - Il film (Deadwood: The Movie), regia di Daniel Minahan
  - My Dinner with Hervé, regia di Sacha Gervasi
  - King Lear, regia di Richard Eyre

### Anni 2020
- 2020 - Bad Education, regia di Cory Finley
  - American Son, regia di Kenny Leon
  - Dolly Parton: Le corde del cuore (Dolly Parton's Heartstrings), puntata These Old Bones
  - El Camino - Il film di Breaking Bad (El Camino: A Breaking Bad Movie), regia di Vince Gilligan
  - Unbreakable Kimmy Schmidt: Kimmy vs the Reverend, regia di Claire Scanlon
- 2021 - Natale in città con Dolly Parton (Dolly Parton's Christmas at the Square), regia di Debbie Allen
  - Oslo, regia di Bartlett Sher
  - Robin Roberts Presents: Mahalia
  - Sylvie's Love, regia di Eugene Ashe
  - Zio Frank (Uncle Frank), regia di Alan Ball
- 2022 - Cip & Ciop agenti speciali (Chip 'n Dale: Rescue Rangers), regia di Akiva Schaffer
  - Ray Donovan: The Movie, regia di David Hollander
  - Reno 911!, episodio The Hunt for QAnon
  - The Survivor, regia di Barry Levinson
  - Lo straordinario mondo di Zoey (Zoey's Extraordinary Playlist), episodio Zoey's Extraordinary Christmas
- 2023: 
  - Weird: The Al Yankovic Story, regia di Eric Appel (2022)
  - Fire Island, regia di Andrew Ahn (2022)
  - Hocus Pocus 2, regia di Anne Fletcher (2022)
  - Prey, regia di Dan Trachtenberg (2022)
  - Dolly Parton's Mountain Magic Christmas, regia di Joe Lazarov (2022)
- 2024: 
  - Mr. Monk's Last Case: A Monk Movie, regia di Randall Zisk (2023)
  - Quiz Lady, regia di Jessica Yu (2023) 
  - Rosso, Bianco & Sangue Blu (Red, White and Royal Blue), regia di Matthew Lopez (2023)
  - Scoop, regia di Philip Martin (2024)
  - Unfrosted - Storia di uno snack americano (Unfrosted: The Pop-Tart Story), regia di Jerry Seinfeld (2024)